# Lee-Enfield
Lee-Enfield är ett repetergevär som i olika varianter var den brittiska arméns standardgevär mellan 1895 och 1956. Geväret har cylindermekanism och har ett internt magasin som rymmer tio patroner. Kalibern är .303 British. Geväret antogs även av de brittiska kolonierna och länderna som ingick i det brittiska samväldet, däribland Indien, Australien, Nya Zeeland och Kanada.

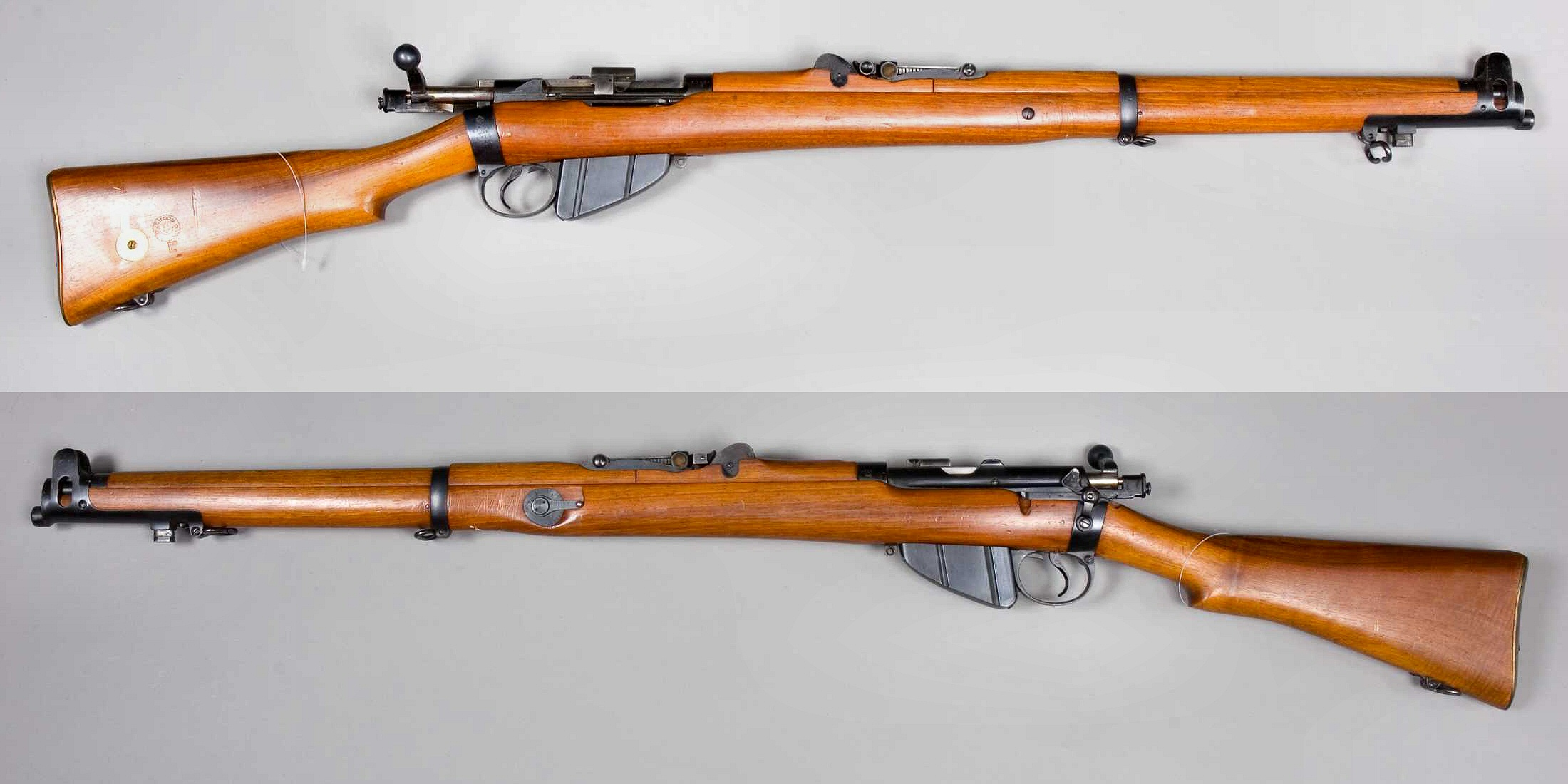
Short Magazine Lee-Enfield Mk I
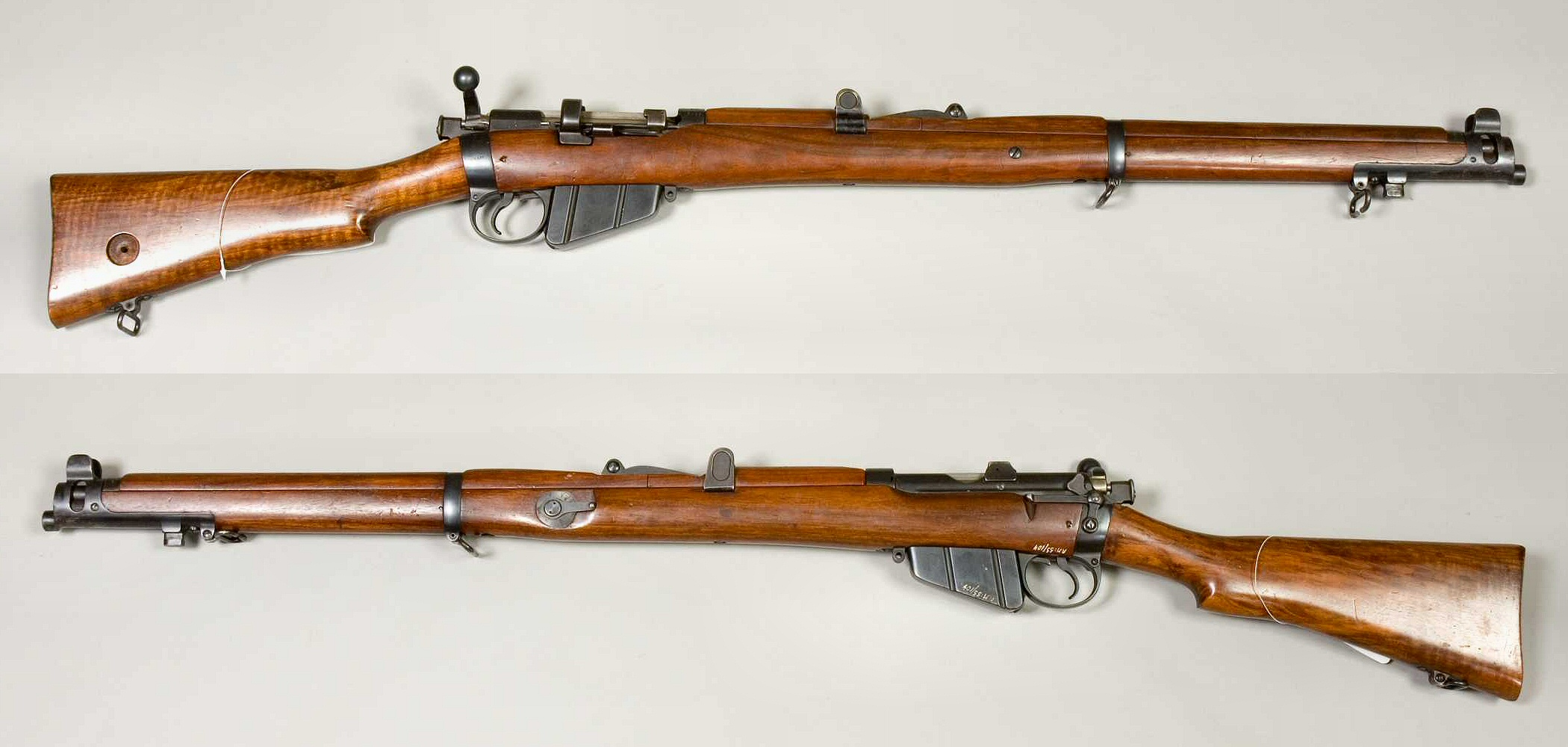
Short Magazine Lee-Enfield Mk III (från 1926 betecknat Lee-Enfield No.1 Mk III)
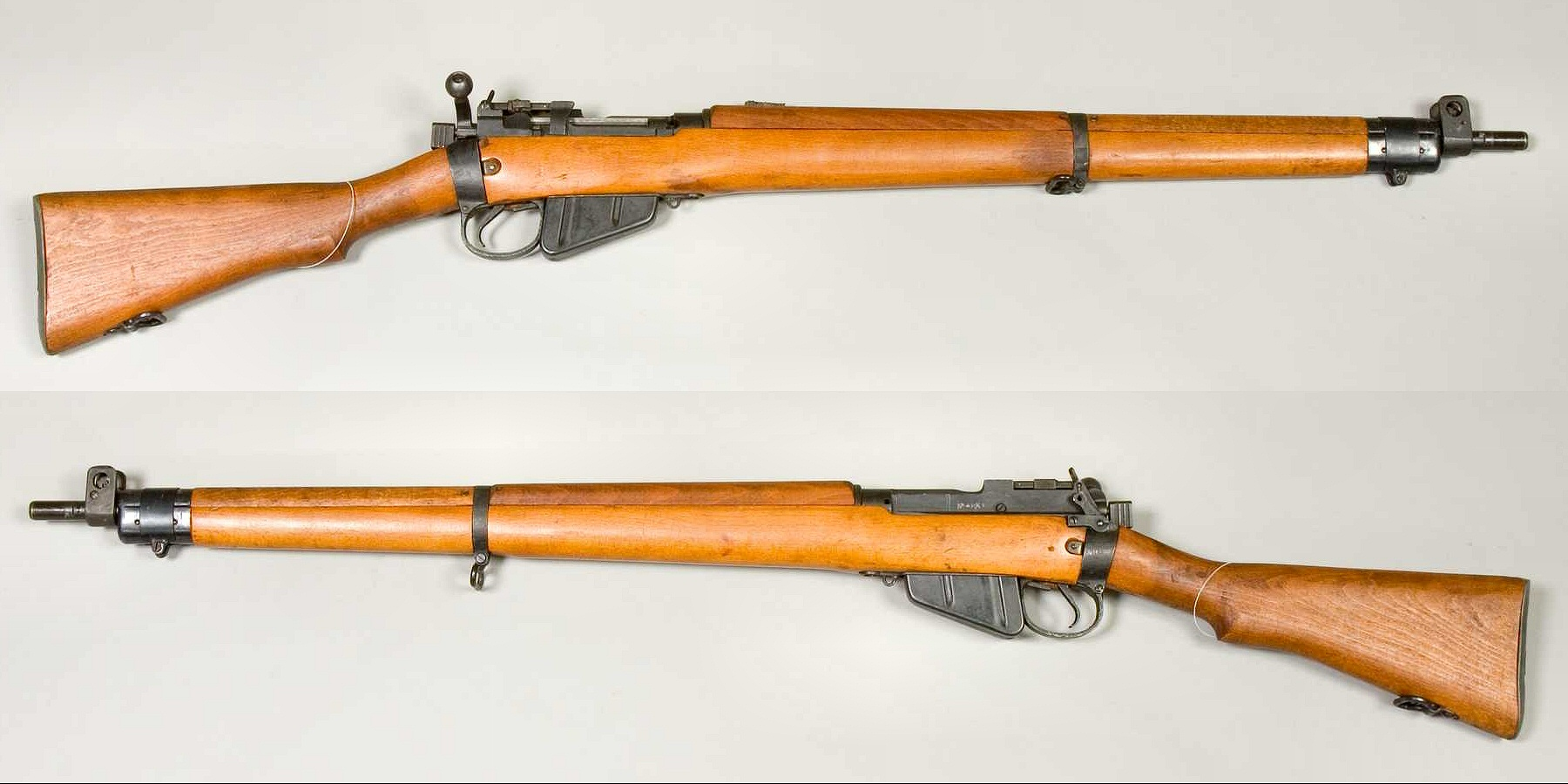
Lee-Enfield No.4 Mk I